# Rhaphidostegium perrevolutum
Rhaphidostegium perrevolutum là một loài rêu trong họ Sematophyllaceae. Loài này được Broth. mô tả khoa học đầu tiên năm 1894.